# Takahiro Urashima
Takahiro Urashima (浦島 貴大 Urashima Takahiro?, nacido el 12 de mayo de 1988 en Shiga) es un futbolista japonés que se desempeña como defensa.

## Trayectoria

### Clubes
| Club               | País  | Año         |
| ------------------ | ----- | ----------- |
| MIO Biwako Shiga   | Japón | 2007 - 2010 |
| AC Nagano Parceiro | Japón | 2011        |
| SP Kyoto FC        | Japón | 2012 - 2013 |
| FC Ryukyu          | Japón | 2014 - 2015 |
| Blaublitz Akita    | Japón | 2016 - 2017 |
| Fujieda MYFC       | Japón | 2018 - 2019 |
| MIO Biwako Shiga   | Japón | 2019 - 2020 |
| Verspah Oita       | Japón | 2020 -      |

## Estadística de carrera

### J. League
| Club            | Año   | J. League | J. League | Copa J. League | Copa J. League | Total | Total |
| Club            | Año   | Part.     | Goles     | Part.          | Goles          | Part. | Goles |
| --------------- | ----- | --------- | --------- | -------------- | -------------- | ----- | ----- |
| FC Ryukyu       | 2014  | 31        | 3         | -              | -              | 31    | 3     |
| FC Ryukyu       | 2015  | 35        | 2         | -              | -              | 35    | 2     |
| Blaublitz Akita | 2016  | 21        | 3         | -              | -              | 21    | 3     |
| Blaublitz Akita | 2017  | 2         | 0         | -              | -              | 2     | 0     |
| Total           | Total | 89        | 8         | 0              | 0              | 89    | 8     |